# Ivo Žídek
Ivo Žídek (4. června 1926 v Kravařích u Opavy – 20. května 2003 v Praze) byl český operní pěvec, tenorista, od roku 1948 dlouholetý člen a sólista operního souboru Národního divadla v Praze.

## Život

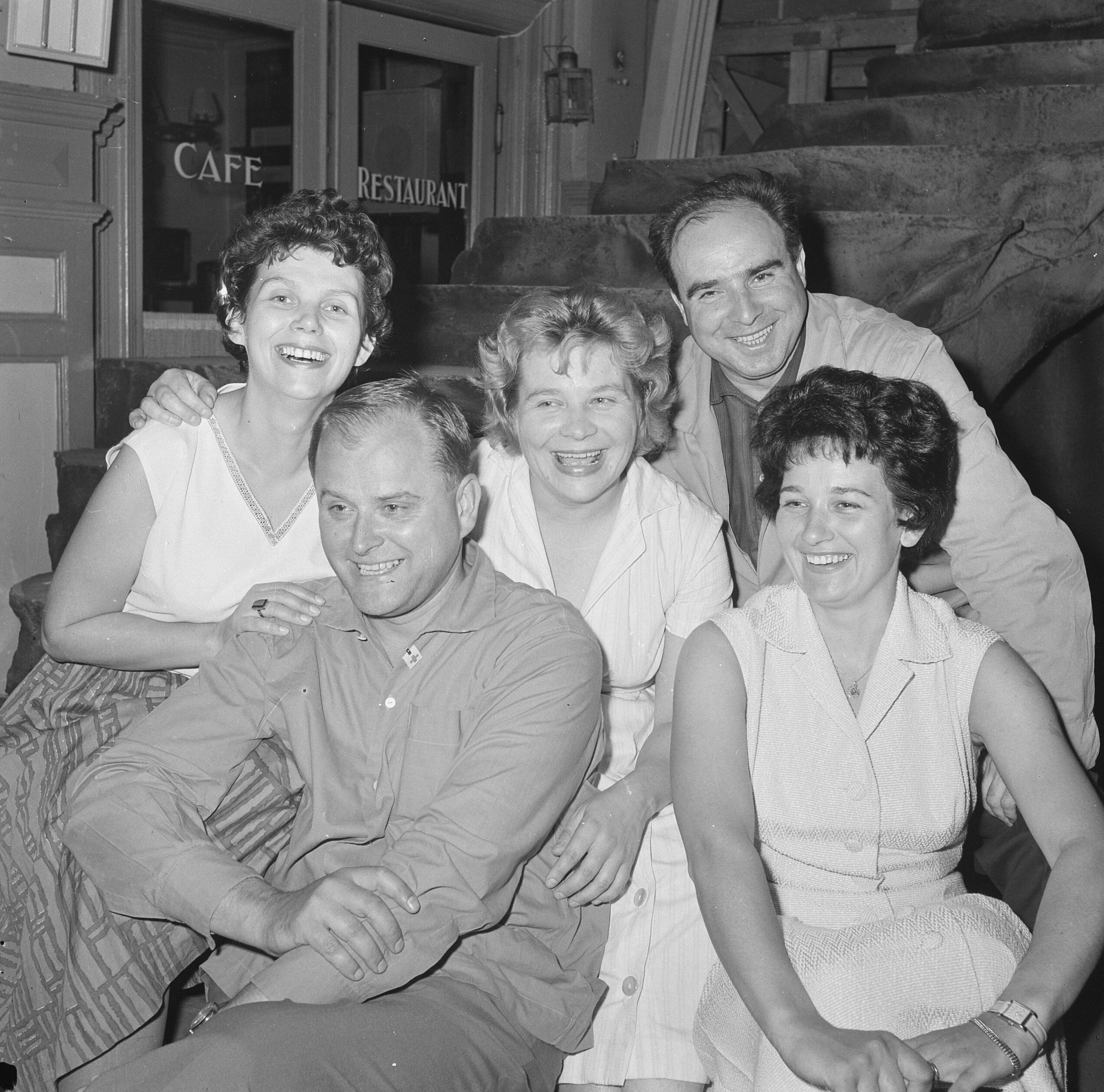
Ivo Žídek (1963)

Pocházel z učitelské rodiny (otec Josef Žídek, matka Ida Žídková roz. Hladná), kde se provozovala amatérsky hudba. V roce 1945 maturoval na reálném gymnáziu v Ostravě. Studoval zpěv soukromě u Rudolfa Vaška (v letech 1944 až 1949) a hudební teorii u J.Schreibra. Šéf ostravské opery Zdeněk Chalabala jej angažoval již v letech 1945 až 1948 v opeře Státního divadla v Ostravě. V Národním divadle v Praze hostoval poprvé v roce 1947.
Některými hudebními odborníky je považován za nejvýznamnějšího českého poválečného operního tenoristu. Z jeho četných rolí je snad vůbec nejproslulejší jeho mnohokrát opakovaná role Jeníka v české národní opeře Prodaná nevěsta od Bedřicha Smetany. Byl ředitelem Národního divadla v letech 1989–1991. Pořídil řadu nahrávek árií i operních kompletů pro Československý rozhlas a Supraphon.
V letech 1956 až 1968 opakovaně vystupoval v Deutsche Staatsoper v Berlíně a v letech 1956 až 1959 byl stálým hostem ve Staatsoper ve Vídni. Hostoval též v Argentině, Itálii, Nizozemí, SSSR, NDR, Bulharsku, Maďarsku, Jugoslávii, Švýcarsku, Španělsku, Velké Británii a USA. V letech 1956–1976 hostoval ve Slovenském národním divadle v Bratislavě.
Zemřel roku 2003 v Praze a byl pohřben na Vyšehradském hřbitově.
Je otcem herce a zpěváka Libora Žídka a scénografa Ivo Žídka.

## Ocenění
Získal několik významných ocenění: druhá cena Divadelní žatvy (1950), Laureát Státní ceny (1952), zasloužilý umělec (1957), Řád práce (1968), národní umělec (1976), medaile Leoše Janáčka (1978–79), Grammy Award (1981), Cena Thálie za celoživotní mistrovství (1998). Působil ve funkci předsedy operní výběrové poroty Cen Thálie. Nahrávka Rusalky z roku 1961 (Zdeněk Chalabala, Milada Šubrtová, Eduard Haken) získala zlatou desku Supraphonu (1995).